# Pet Sounds
Pet Sounds ist das elfte Studioalbum der kalifornischen Surf- und Rockband The Beach Boys. Produziert wurde es von Brian Wilson.
Pet Sounds wurde am 16. Mai 1966 von Capitol Records veröffentlicht. Neben den damals in der Rockmusik üblichen Instrumenten kommen Waldhörner, Theremine, Piccolos, klappernde Löffel, Cola-Dosen, Plastikflaschen, Fahrradklingeln, Hupen, Aufnahmen von vorbeifahrenden Zügen, bellenden Hunden und Kirchenorgeln zum Einsatz. Pet Sounds gilt heute als eines der bedeutendsten Alben in der Geschichte der Popmusik und als das zentrale Werk der Beach Boys.

## Die Geschichte des Albums

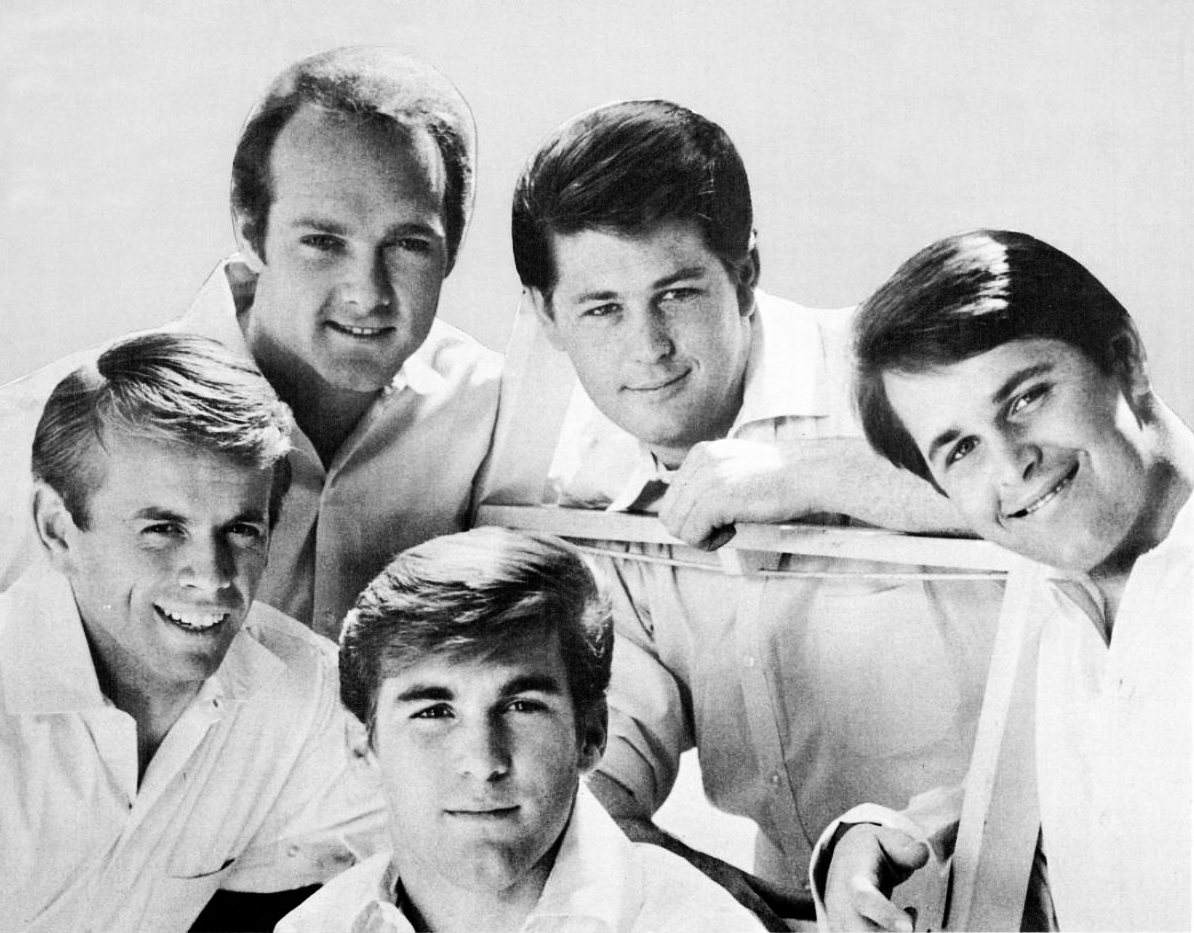
The Beach Boys, 1965

Brian Wilson, der Songwriter der Band, hatte im Alter von 23 Jahren erklärt, dass er das größte Rockalbum aller Zeiten komponieren und produzieren wolle. Wilson, den das Beatles-Album Rubber Soul tief beeindruckt hatte, wollte beweisen, dass er – und nicht das Autorenduo Lennon/McCartney – der beste Songwriter seiner Generation sei. Seinen kreativen Impuls hatten zum einen Drogen verursacht, aber auch neue Freunde. Viele dieser neuen Freunde waren ebenfalls Musiker, Songwriter oder hatten andere Rollen in der Musikbranche. Zwei seiner neuen Weggefährten waren David Anderle und Van Dyke Parks, die Brian Wilson davon überzeugten, dass Ehrgeiz nicht gleich Wahnsinn sei.
Der erste Schritt für sein „größtes“ Album war, Tony Asher Anfang 1966 als Mitautor der Texte zu engagieren. Asher hatte Anfang der 1960er Jahre zwar einige Lieder geschrieben, hatte sich aber ganz auf das Komponieren und Texten von Werbe-Jingles spezialisiert. Wilson suchte gezielt einen Partner, der nichts mit Sonne, Strand und Meer zu tun hatte – er wollte jemanden, der lyrische und ausdrucksstarke Texte verfassen konnte. Seinem Cousin Mike Love, der zuvor die meisten Texte für die Beach Boys geschrieben hatte, traute Wilson diese Aufgabe nicht zu. Es war das erste Mal, dass Wilson bewusst nach einem Partner für ein gesamtes Album Ausschau hielt. Die beiden Musiker hatten gezielt nicht den Plan gefasst, ein Konzeptalbum zu erschaffen, sondern ein Gesamtwerk, das wie Rubber Soul sowohl musikalisch als auch textlich zusammenpassen würde, wobei ebendiese Zusammengehörigkeit ein Konzept ergab.
Als die restliche Band, die seit längerem ohne Brian Wilson auftrat, von einer Japan-Tournee heimkehrte, legte er ihr fertige Songs vor, die sie einzusingen hatte. Mehrere Monate wurden damit verbracht. Für die Instrumentierung griff Brian Wilson hingegen vorwiegend auf eine Gruppe hervorragender Studiomusiker zurück, die als „The Wrecking Crew“ bekannt und 2007 in die Musicians Hall of Fame aufgenommen wurde. Als Autodidakt hatte Wilson zwar genaue Vorstellungen von den Arrangements der Stücke, die Notation der einzelnen Instrumente überließ er aber üblicherweise einem seiner Studiomusiker. Wie erhaltene Bänder der Aufnahmen zeigen, war er Vorschlägen seiner Musiker gegenüber aufgeschlossen und übernahm auch offensichtliche Fehler, wenn diese einem Stück dienten und es interessanter machten.
Die Songs von Pet Sounds behandeln erwachsene Gefühle mit zum Teil autobiografischen Inhalten. Das Album sollte die Kindheit und den Verlust der Unschuld aufarbeiten. Teils Symphonie, teils Rhapsodie, teils Gebet, drückt jedes Stück eine Emotion und eine gewisse Stimmung aus, Wilsons intimste Gefühle wurden offengelegt; ebenso seine Wünsche, Träume und Ängste, von Asher in passende Worte gekleidet. Eine tief empfundene Heimatlosigkeit in Zeit und Ort wurde sichtbar und auch der Gedanke, dass sich Menschen dadurch definieren, wie sie auf andere Menschen wirken und sich in der Liebe verwirklichen können. Die Suche nach dem Glück wird schließlich in einer einzelnen Zeile definiert: “God only knows what I’d be without you …” (deutsch: „Gott allein weiß, was ich ohne dich wäre …“).
Die Beach Boys schufen ein Gesamtkunstwerk, das sich sowohl künstlerisch als auch kommerziell als erfolgreich erweisen sollte. Sie festigten die wirtschaftliche Bedeutung der Rockmusik und unterstrichen deren Gültigkeit als eigene Kunstform. Sie forderten die Konventionen heraus, denen Künstler im damaligen Musikgeschäft unterworfen waren, und warfen diese letztlich über den Haufen. Ganz konnten sie sich den Mechanismen allerdings noch nicht entziehen: Die Plattenfirma entschied nicht nur eigenmächtig über die Singleauskopplungen, sondern brachte das Album ohne Wilsons Zustimmung auf den Markt, bevor der seines Erachtens wichtigste Song Good Vibrations fertiggestellt war. Capitol Records hatte sich zunächst sogar ganz geweigert, das Album zu veröffentlichen. Die Plattenfirma wollte durchsetzen, dass die Beach Boys ihren „Strandthemen“ treu blieben.
Der Erfolg gab Wilson allerdings Recht. Bereits drei Wochen nach der Veröffentlichung galt Pet Sounds als Sammlerstück. Brian Wilson wollte God Only Knows als Single veröffentlichen, was die Plattenfirma aber nicht realisierte. Kurzerhand schlossen die Beach Boys einen Vertrag mit EMI, um den Titel in Großbritannien veröffentlichen zu können. God Only Knows kam dort auf Platz 2 der Hitparade. Pet Sounds wurde auch außerhalb der USA über EMI vertrieben und machte die Beach Boys endgültig zu weltweiten Stars. Es gilt heute als eines der bedeutendsten Rockalben. Das Album erreichte Platz 10 der US-Billboard Charts und Platz 2 in den britischen Charts. Es war weltweit in den Top-10 zu finden. Laut Paul McCartney („Ich glaube, niemand weiß wirklich was über Musik, solange er dieses Album nicht gehört hat“) und dem Produzenten George Martin inspirierte Pet Sounds die Beatles zum Album Sgt. Pepper’s Lonely Hearts Club Band.
Pet Sounds wurde im Anfangsstadium der „Goldenen Ära des Rock“ (etwa 1966–1972) veröffentlicht. Dies war die Zeit, in der kreative Künstler versuchten, die immer bessere Studiotechnik auszureizen. Im Jahr 1966, das reich an wichtigen Alben war, wurde Pet Sounds neben Revolver von den Beatles das einflussreichste. Es war eines der ersten Alben, die aus der Überzeugung entstanden, dass diese Musik auch noch Generationen später gehört und geschätzt werden würde.
Zum 30-jährigen Jubiläum erschien die vier CDs umfassenden The Pet Sounds Sessions. Die Box enthält das Album in Mono- und Stereoabmischungen sowie Alternativversionen und Ausschnitte aus den Studiosessions. Den Entstehungsprozess dokumentieren zwei umfangreiche Booklets.
Erst Ende 1999, also über 33 Jahre nach Veröffentlichung der Platte, beantragte Columbia Records bei der RIAA die Auszeichnung des Albums mit einer Goldenen Schallplatte. Nachdem dies zunächst wegen angeblich unklarer Verkaufszahlen abgelehnt worden war, wies die Plattenfirma über 670.000 abgesetzte Exemplare seit 1986 nach. In der Folge wurde Pet Sounds am 11. Februar 2000 der Goldstatus verliehen. Da die vorgelegten Zahlen jedoch die 20 Jahre davor nicht belegen, ist davon auszugehen, dass die Gesamtzahl noch deutlich höher liegt.

## Titelliste
Bis auf die gekennzeichneten Ausnahmen stammen alle Songs aus der Feder von Brian Wilson und Tony Asher.
Seite A
1. Wouldn’t It Be Nice (Brian Wilson, Tony Asher, Mike Love) – 2:22
2. You Still Believe in Me – 2:33
3. That’s Not Me – 2:27
4. Don’t Talk (Put Your Head on My Shoulder) – 2:52
5. I’m Waiting for the Day (Brian Wilson, Mike Love) – 3:01
6. Let’s Go Away for Awhile (Brian Wilson) – 2:18
7. Sloop John B (Traditional/Arrangiert von Brian Wilson) – 2:57
Seite B
8. God Only Knows – 2:46
9. I Know There’s an Answer (Brian Wilson, Terry Sachen) – 3:10
10. Here Today – 2:38
11. I Just Wasn’t Made for These Times – 3:21
12. Pet Sounds (Brian Wilson) – 2:20
13. Caroline, No – 2:16

## Die Singles
- Sloop John B b/w You’re So Good to Me erreichte in den USA Platz 3, in Großbritannien Platz 2. Zudem war dieser Song ein Nr.-1-Hit in Deutschland, Neuseeland, den Niederlanden und Norwegen. Dieser Titel wurde bereits 1965 von den Beach Boys veröffentlicht.
- Wouldn’t It Be Nice (in den USA mit God Only Knows als B-Seite, God Only Knows erreichte Rang 39 in den USA) erreichte Rang 8 in den USA und Rang 2 in Australien. Brian Wilson wollte die B-Seite, God Only Knows, als eigenständige Single veröffentlichen, womit die Plattenfirma allerdings nicht einverstanden war. Diesen Plan konnte er nur in Europa durchsetzen, wo dieses Lied zum Hit avancierte. Während der 1990er Jahre wurde Mike Love gerichtlich ein Co-Credit zu diesem Stück zugesprochen. Er hatte gegen Ende des Stückes die Worte “Good night my baby, stay tonight” beigesteuert.
- God Only Knows (mit Wouldn’t It Be Nice als B-Seite) erreichte Rang 2 in Großbritannien, Rang 6 in Norwegen, dazu Rang 11 in den Niederlanden und Rang 22 in Deutschland. Das Lied wurde von den amerikanischen Radiosendern nicht in die Programmlisten aufgenommen, da es das Wort „God“ im Titel enthielt.[2]
- Caroline, No b/w New Summer Means New Love wurde als Brian Wilsons Solo-Single veröffentlicht. Der Song hieß ursprünglich Carol, I Know, wobei Wilson sich wohl verhört hatte, als sein Texter Tony Asher ihm den Text diktierte. Der Song erreichte Rang 32 in den USA.

## Rezeption
Die britische Musikzeitschrift Classic Rock kürte Pet Sounds im Juli 2010 zu einem der 50 Musikalben, die den Progressive Rock geprägt haben.

## Kommerzieller Erfolg

### Chartplatzierungen
| ChartsChartplatzierungen       | Höchstplatzierung | Wochen/ Monate |
| ------------------------------ | ----------------- | -------------- |
| Deutschland (GfK)              | 16 (3 Mt.)        | 3 Mt.          |
| Schweiz (IFPI)                 | 41 (2 Wo.)        | 2 Wo.          |
| Vereinigte Staaten (Billboard) | 10 (44 Wo.)       | 44 Wo.         |
| Vereinigtes Königreich (OCC)   | 2 (48 Wo.)        | 48 Wo.         |

### Auszeichnungen für Musikverkäufe
| Land/Region                  | Auszeichnungen für Musikverkäufe (Land/Region, Auszeichnung, Verkäufe) | Verkäufe  |
| ---------------------------- | ---------------------------------------------------------------------- | --------- |
| Vereinigte Staaten (RIAA)    | Platin                                                                 | 1.000.000 |
| Vereinigtes Königreich (BPI) | 2× Platin                                                              | 600.000   |
| Insgesamt                    | 3× Platin ·                                                            | 1.600.000 |

## Auszeichnungen
- 1993 wählte die Zeitung The Times das Album auf Platz 1 der 100 besten Alben.[12]
- 1993 erreichte Pet Sounds Platz 1 der 500 besten Alben aller Zeiten der Musikzeitschrift New Musical Express.[13] In der neuesten Aufstellung des Magazins (2013) belegt das Album Platz 26.[14]
- 1995 wurde Pet Sounds vom britischen Musikmagazin Mojo in Zusammenarbeit mit der Sunday Times zum besten Album aller Zeiten gekürt.[15][16][17]
- 1997 wählte es The Guardian auf Platz 6 der 100 besten Alben.[18]
- 1998 wurde Pet Sounds in die Grammy Hall of Fame aufgenommen.[19]
- 1999 platzierte die Zeitschrift spex zusammen mit dem ehemaligen, alternativen Musiksender VIVA Zwei Pet Sounds auf Platz 1 der 100 Alben des Jahrhunderts.
- 1999 sollte Pet Sounds mit dem Grammy als „Bestes Album des Millenniums“ ausgezeichnet werden; die Band lehnte den Grammy allerdings ab, um gegen die späte Auszeichnung zu protestieren.
- 2000 wurde es von der Recording Industry Association of America mit einer Goldenen Schallplatte und einer Platin-Schallplatte ausgezeichnet.
- 2003/2012/2020: Die amerikanische Musikzeitschrift Rolling Stone führt Pet Sounds auf Platz 2 der 500 besten Alben aller Zeiten.[20]
- 2005 wurde Pet Sounds in die National Recording Registry der Library of Congress aufgenommen.[21]
- Seit 2005 ist das Album in den 1001 Albums You Must Hear Before You Die vertreten.
- 2006 wählte die Website Pitchfork God Only Knows auf Platz 1 der 200 besten Songs der 1960er Jahre.[22]
- 2010 nahm es das Magazin Time in die Zusammenstellung der 100 wichtigsten Alben auf.[23]
- 2011 belegte God Only Knows Platz 25 der 500 besten Songs aller Zeiten des Rolling Stone.[24]
- 2011 nahm Time das Lied God Only Knows in die Auswahl der 100 besten Songs auf.[25]
- 2014 belegte God Only Knows Platz 14 der 500 besten Songs aller Zeiten des New Musical Express.[26]
- 2016 wurde Pet Sounds vom Magazin Uncut zum besten Album aller Zeiten gekürt.[27]
- 2017 wählte es Pitchfork auf Platz 2 der 200 besten Alben der 1960er Jahre.[28]
- 2018 belegte God Only Knows Platz 6 der 100 besten Songs aller Zeiten der deutschen Zeitschrift Musikexpress.[29]
- 2021 erreichte God Only Knows Platz 11 der 500 besten Songs aller Zeiten in der aktuellen Aufstellung des Rolling Stone.[30]